# Mon Talisman
Mon Talisman (1924-ca. 1940) est un cheval de course pur-sang anglais, vainqueur du Prix de l'Arc de Triomphe en 1927.

## Carrière de courses
Élevé par l'Argentin Guillermo Ham, qui avait acheté sa mère pleine de Craig An Eran pour 2 600 guinées, propriété de son compatriote Edouard Martínez de la Hoz, président du Jockey Club argentin, qui l'a acquis yearling pour la somme record de 570 000 francs, et entraîné par le Britannique installé à Chantilly Frank Carter, Mon Talisman débute à 3 ans par un succès dans le Prix Juigné, une course rassemblant des inédits estimés. Il confirme son talent en survolant le Prix Daru, une poule préparatoire aux classiques réservée aux poulains dont la mère a été élevée à l'étranger, et enchaîne avec le Prix Lupin, en prélude à une victoire facile dans le Prix du Jockey Club devant Fiterari, appelé à devenir son grand rival, qui venait de remporter la Poule d'Essai des Poulains. Quatre courses, autant de victoire, un parcours classique d'école et un statut incontesté de meilleur 3 ans français, qu'aucun ne saurait lui contester tant le partenaire de Charles Semblat les a dominés.

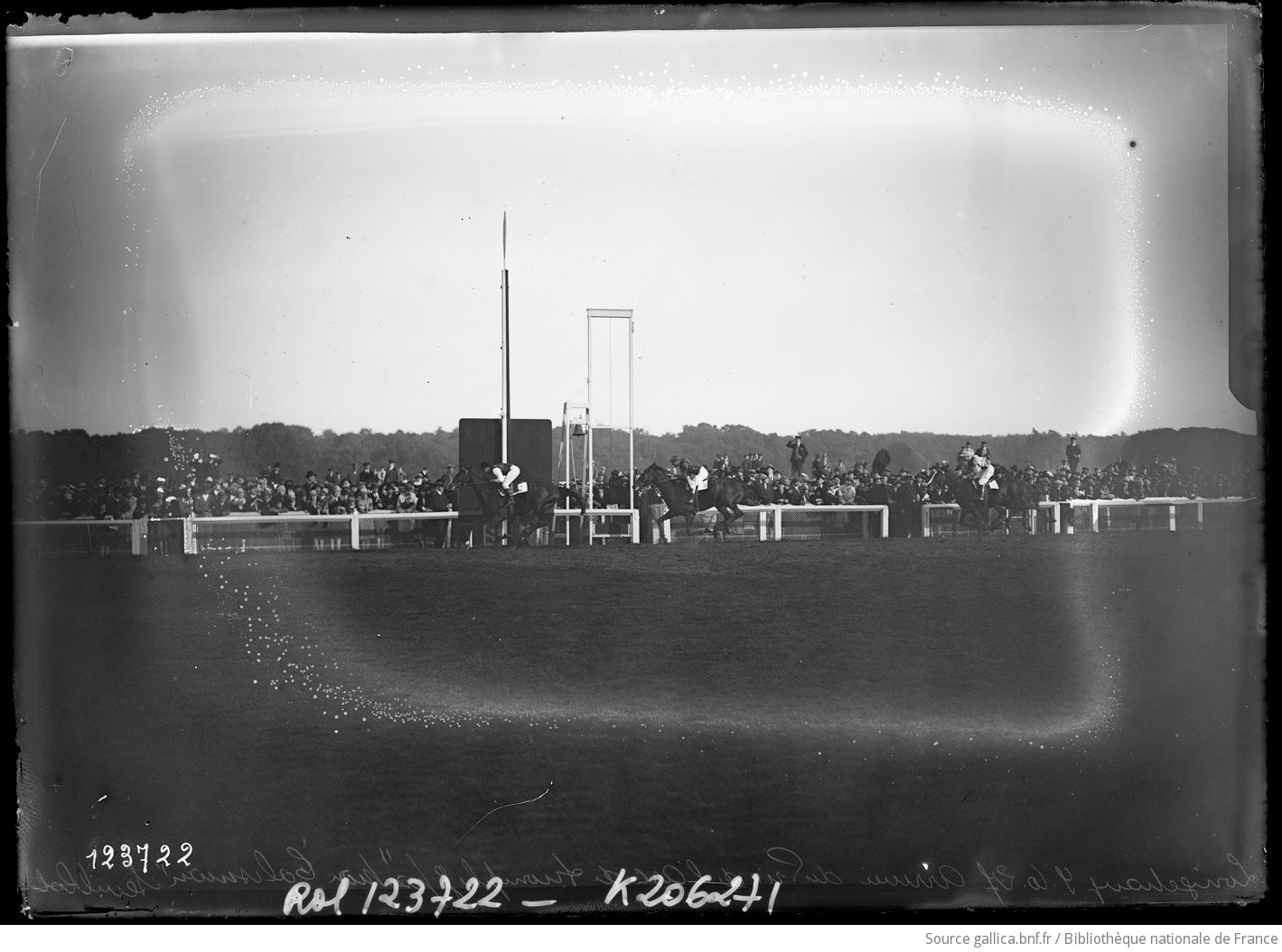
Prix de l'Arc de Triomphe 1927

Intouchable sur la distance classique, Mon Talisman était peut-être légèrement limité en tenue, puisqu'il perd son invincibilité dans le Grand Prix de Paris, à moins que le terrain collant ne lui siée point : il est devancé par son ancien compagnon de box Fiterari, qu'il avait pourtant dominé aisément dans le Jockey Club. La belle entre les deux poulains, qui survolent leur génération, a lieu dans le Prix Royal Oak, disputé lui aussi sur terrain souple, et réclamant lui aussi un surplus de tenue. Fiterari confirme que dans ces conditions il est supérieur à son adversaire, et s'impose à nouveau, Mon Talisman lui concédant cette fois deux longueurs. Mais c'est bien ce dernier qui aura le dernier mot sur la distance reine des 2 400 mètres et la course reine intergénérations : dans le Prix de l'Arc de Triomphe, il s'impose franchement devant les 4 ans Nino et Felton, Fiterari terminant quatrième à bonne distance. Mon Talisman devient ainsi le premier 3 ans à réaliser le doublé Jockey Club / Arc de Triomphe, et il ne reverra plus son rival, Fiterari rentrant au haras dans la foulée.
Resté à l'entraînement à 4 ans, Mon Talisman garde le box au printemps. On le retrouve au début de l'été du côté de Saint-Cloud dans le Prix du Président de la République, qu'il remporte. Mais ce sera sa dernière course : une blessure met un terme prématuré à sa carrière, et il rentre au haras. Dans leur livre de référence A Century of Champions, John Randall et Tony Morris font de Mon Talisman le 133e meilleur cheval, et le 27e meilleur cheval français du 20e siècle, et le meilleur poulain de la génération.

### Résumé de carrière
| Date         | Hippodrome  | Pays        | Course                             | Distance    | Jockey          | Place       | Écart       | Vainqueur ou deuxième |
| 1927, 3 ans  | 1927, 3 ans | 1927, 3 ans | 1927, 3 ans                        | 1927, 3 ans | 1927, 3 ans     | 1927, 3 ans | 1927, 3 ans | 1927, 3 ans           |
| ------------ | ----------- | ----------- | ---------------------------------- | ----------- | --------------- | ----------- | ----------- | --------------------- |
| 10 avril     | Longchamp   | France      | Prix Juigné                        | 2 100 m     | Charles Semblat | 1er / 22    | 3           | Château Palmer        |
| 1er mai      | Longchamp   | France      | Prix Daru                          | 2 100 m     | Charles Semblat | 1er / 6     | 3           | Caravelle             |
| 29 mai       | Longchamp   | France      | Prix Lupin                         | 2 100 m     | Charles Semblat | 1er / 15    | 3           | Le Grand Frisson      |
| 12 juin      | Chantilly   | France      | Prix du Jockey Club                | 2 400 m     | Charles Semblat | 1er / 17    | 2           | Fiterari              |
| 26 juin      | Longchamp   | France      | Grand Prix de Paris                | 3 000 m     | Charles Semblat | 2e / 16     | 1/2         | Fiterari              |
| 18 septembre | Longchamp   | France      | Prix Royal Oak                     | 3 000 m     | Charles Semblat | 2e / 8      | 2           | Fiterari              |
| 9 octobre    | Longchamp   | France      | Prix de l'Arc de Triomphe          | 2 400 m     | Charles Semblat | 1er / 10    | 2           | Nino                  |
| 1928, 4 ans  |             |             |                                    |             |                 |             |             |                       |
| 1er juillet  | Saint-Cloud | France      | Prix du Président de la République | 2 500 m     | Charles Semblat | 1er / 9     | 1 ½         | Banstar               |

## Au haras
Installé au Haras d'Auteuil, Mon Talisman a plutôt bien réussi sa carrière d'étalon, puisqu'il fut tête de liste des étalons en France en 1937 (il succédait d'ailleurs à ce palmarès à un certain Fiterari). Mais il doit surtout cette récompense à celui qui reste, de loin, son meilleur produit : le champion Clairvoyant, lauréat de cinq de ses six sorties et qui régna sans partage sur sa génération, s'imposant dans le Prix Hocquart, le Prix Lupin, le Prix du Jockey Club, et le Grand Prix de Paris.
Mon Talisman connut une fin tragique, d'ailleurs en malheureuse compagnie de son fils Clairvoyant : au printemps 1940, tous deux furent tués, découpés et donnés à manger à des Français affamés jetés sur les routes de l'exode. Détail sordide, le correspondant du New York Times à Paris rapporta que leur viande fut vendue beaucoup plus cher que la viande de cheval ordinaire.

## Origines
Si Mon Talisman avait coûté si cher yearling, son pedigree n'y était évidemment pas pour rien. Il est issu de l'Anglais Craig An Eran, lauréat des 2000 Guinées, des St. James's Palace Stakes et des Eclipse Stakes – d'ailleurs les trois seuls succès de sa carrière. Au haras, ce petit-fils de la grande Sceptre revendique également un Derby-winner, April The Fifth, et d'un vainqueur du Grand Prix de Paris, Admiral Drake (qu'il eut avec l'illustre poulinière Plucky Liege), appelé à devenir un étalon de tête.
Ruthene, la mère de Mon Talisman, est elle aussi britannique avant d'être importée en France pleine de celui qui restera son unique produit, puisqu'elle mourut quelques mois plus tard. Elle était la sœur de l'excellent Ethnarch (par The Tetrarch), l'un des bons sprinters de son époque, qui traça au haras en produisant Infra Red, la quatrième mère de Mill Reef.

### Pedigree
| Origines de Mon Talisman (FR), mâle bai né en1924 | Origines de Mon Talisman (FR), mâle bai né en1924 | Origines de Mon Talisman (FR), mâle bai né en1924 | Origines de Mon Talisman (FR), mâle bai né en1924 |
| ------------------------------------------------- | ------------------------------------------------- | ------------------------------------------------- | ------------------------------------------------- |
| Père Craig an Eran 1918                           | Sunstar 1908                                      | Sundridge                                         | Amphion                                           |
| Père Craig an Eran 1918                           | Sunstar 1908                                      | Sundridge                                         | Sierra                                            |
| Père Craig an Eran 1918                           | Sunstar 1908                                      | Doris                                             | Loved One                                         |
| Père Craig an Eran 1918                           | Sunstar 1908                                      | Doris                                             | Lauretta                                          |
| Père Craig an Eran 1918                           | Maid of the Mist 1906                             | Cyllene                                           | Bona Vista                                        |
| Père Craig an Eran 1918                           | Maid of the Mist 1906                             | Cyllene                                           | Arcadia                                           |
| Père Craig an Eran 1918                           | Maid of the Mist 1906                             | Sceptre                                           | Persimmon                                         |
| Père Craig an Eran 1918                           | Maid of the Mist 1906                             | Sceptre                                           | Ornament                                          |
| Mère Ruthene 1918                                 | Lemberg 1907                                      | Cyllene                                           | 'Bona Vista                                       |
| Mère Ruthene 1918                                 | Lemberg 1907                                      | Cyllene                                           | Arcadia                                           |
| Mère Ruthene 1918                                 | Lemberg 1907                                      | Galicia                                           | Galopin                                           |
| Mère Ruthene 1918                                 | Lemberg 1907                                      | Galicia                                           | Isoletta                                          |
| Mère Ruthene 1918                                 | Karenza 1910                                      | William the Third                                 | St. Simon                                         |
| Mère Ruthene 1918                                 | Karenza 1910                                      | William the Third                                 | Gravity                                           |
| Mère Ruthene 1918                                 | Karenza 1910                                      | Cassinia                                          | Carbine                                           |
| Mère Ruthene 1918                                 | Karenza 1910                                      | Cassinia                                          | Scene (famille 1-h)                               |